# Jagdgeschwader 103
 (septembre 2024).
Le contenu est difficilement compréhensible vu les erreurs de traduction, qui sont peut-être dues à l'utilisation d'un logiciel de traduction automatique.
La Jagdgeschwader 103 (JG 103) (103e escadron de chasseurs) est une unité de chasseurs de la Luftwaffe pendant la Seconde Guerre mondiale.
Active de fin 1942 à 1945, l'unité était destinée à la formation des pilotes de chasse.

## Opérations
La JG 103 opère sur différents avions au cours de son activité : 
- Arado Ar 66, Ar 68 et Ar 96
- Messerschmitt Bf 108 et Bf 109
- Bücker Bü 131 et Bü 133
- Focke-Wulf Fw 44, Fw 56 et Fw 190
- North American NA-57
- Bloch MB.152 et MB.155
- CANT Z.1007
- Dewoitine D.520
- Fieseler Fi 156
- Potez 63
- Junkers W 34

## Organisation

### Stab. Gruppe
Formé le 7 décembre 1942 à Bad Aibling à partir du Stab/Jagdfliegerschule 3 (JFS 3). 

Il est dissous le 15 mars 1945.

Geschwaderkommodore (Commandant de l'escadron) :
| Début           | Fin             | Grade | Nom              |
| --------------- | --------------- | ----- | ---------------- |
| 7 décembre 1942 | 20 juillet 1943 | Major | Herbert Ihlefeld |
| 21 juillet 1943 | 15 mars 1945    | Major | Hans von Hahn    |

### I. Gruppe
Formé le 7 décembre 1942 à Bad Aibling à partir du I./JFS 3 avec :
- Stab I./JG 103 à partir du Stab I./JFS 3

1./JG 103 à partir du 1./JFS 3
2./JG 103 à partir du 2./JFS 3
3./JG 103 à partir du 3./JFS 3
Le 4./JG 103 est formé en octobre 1944.
Le I./JG 103 est dissous le 15 mars 1945.

Gruppenkommandeure (Commandant de groupe) :
| Début           | Fin             | Grade     | Nom               |
| --------------- | --------------- | --------- | ----------------- |
| 7 décembre 1942 | 26 janvier 1943 | Hauptmann | Werner Seyfert    |
| 27 janvier 1943 | 5 janvier 1944  | Hauptmann | Werner Ursinus    |
| ?               | ?               | ?         | ?                 |
| Août 1944       | 15 mars 1945    | Hauptmann | Theodor Lindemann |

### II. Gruppe
Formé le 15 octobre 1944 à Stolp-Reitz à partir du I./JG 109 avec :
- Stab II./JG 103 à partir du Stab I./JG 109
- 5./JG 103 à partir du 1./JG 109
- 6./JG 103 à partir du 2./JG 109
- 7./JG 103 à partir du 3./JG 109
- 8./JG 103 nouvellement créé

Le 15 novembre 1944, le 5./JG 103 et 7./JG 103 échangent leurs désignations. 
Le 4 février 1945, le II./JG 103 est transféré au 2. Fliegerschul-Division, et le II./JG 105 est attaché au Stab/JG 103.
Le II./JG 103 est dissous en mars 1945.

Gruppenkommandeure :
| Début           | Fin       | Grade | Nom            |
| --------------- | --------- | ----- | -------------- |
| 15 octobre 1944 | Mars 1945 | Major | Walter Kienzle |